# Camellia yunnanensis
Camellia yunnanensis är en tvåhjärtbladig växtart som beskrevs av Cohen-stuart. Camellia yunnanensis ingår i släktet Camellia och familjen Theaceae. Utöver nominatformen finns också underarten C. y. camellioides.

## Bildgalleri

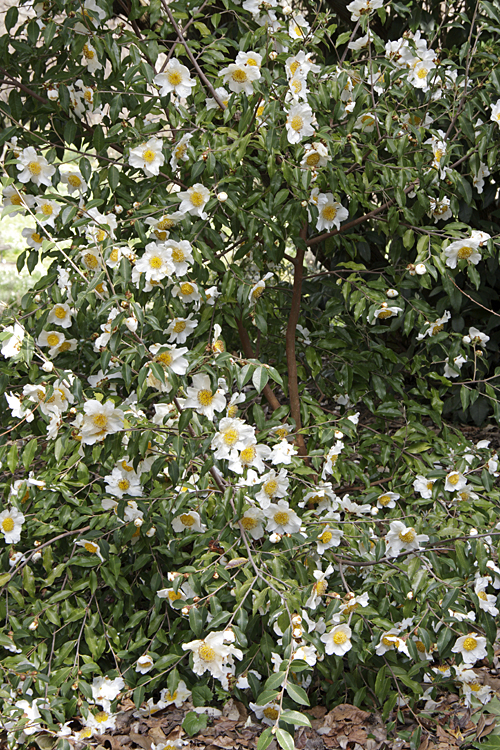
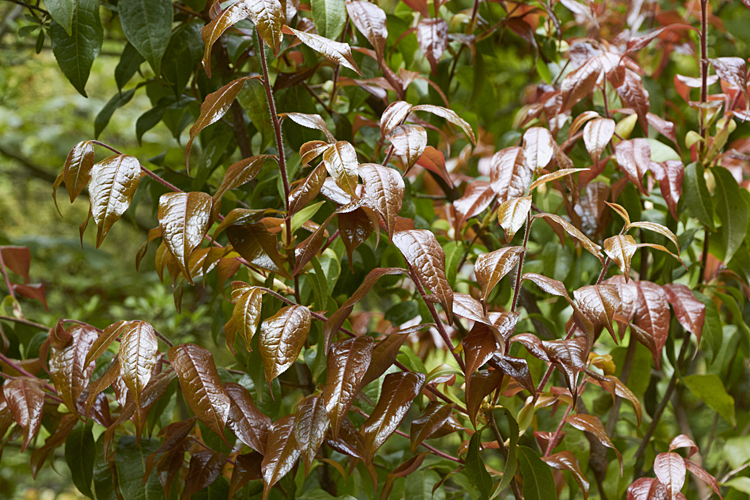